# Бадар, Шахин
Шахин Бадар (англ. Shahin Badar; род. 17 июня 1974) — британская певица, автор песен. В Европе и Северной Америке наиболее известна своей вокальной партией к песне The Prodigy «Smack My Bitch Up», которая принесла певице дважды платину.

## Ранняя жизнь
Бадар родилась в Колчестере, графстве Эссекс, Англия. Её отец является бангладешцем, а мать индийкой. Свои ранние годы она провела в Кувейте и в Объединённых Арабских Эмиратах.
Вдохновлённая своей матерью Зохрой Ахмет, которая была учителем и классическим певцом, Бадар разработала свой собственный вокальный стиль, совместив арабский язык и индийский вокал. Поёт на английском, арабском, бенгальском и на индийском языках.
Позднее Бадар вернулась в Великобританию, чтобы продолжить своё обучение в Gilbert Grammar School.

## Карьера

### Записи
В 1996 году был выпущен первый альбом Бадар Destiny, продюсером которого выступил Кулджит Брамра. В 2010 году вышел второй студийный альбом Laila.
Записала звуковые дорожки к более 50 фильмам, телепередачам и телесериалам. Её голос прозвучал в телепередаче UK Music Hall of Fame, в болливудских фильмах «Юва» и «Зубейда», в трейлерах к фильмам «Лара Крофт: Расхитительница гробниц 2 — Колыбель жизни», «Ангелы Чарли», «Очень страшное кино-2», «Несколько слов о любви» и в американских телесериалах «Северный берег» и «Кевин Хилл» канала Sky News.
Сотрудничала с такими музыкантами и продюсерами, как Алла Ракха Рахман, Лиэм Хоулетт, Фрейзер Ти Смит, Джа Уоббл, Twista, Indian Ropeman, Джульетт Льюис и Bobina. Выступала на разогреве у 50 Cent и работала вместе с режиссёром Энгом Ли на фильмом «Халк».
Некоторые композиции различных исполнителей, в которых участвовала Бадар смогли попасть в высшие позиции в чартах. В частности в UK Singles Chart смогли попасть следующие альбомы The Prodigy, записанные с Шахин: ''The Fat of the Land, Always Outnumbered Never Outgunned и Their Law: The Singles 1990-2005. Наиболее самым её известным хитом, записанным с The Prodigy, является композиция «Smack My Bitch Up», выпущенная в 1997 году. В 2013 году она за этот вклад получила четырёхкратный платиновый диск.
Её голос прозвучал в рекламе компаний Scottish Widows и Tongues on Fire, а также на киноцеремонии Zee Cine Awards.
Появилась в качестве члена жюри в шоу талантов «Британско-Азиатские таланты» (англ. Brit Asia Talent show) и на отборочном конкурсе «Мисс Вселенная Великобритании».

### Выступления
Бадар выступала хэдлайнером на многих музыкальных фестивалях, в частности с 50 Cent и выступала в таких странах как, Швейцария, Сингапур, Швеция, Франция, Бельгия, Норвегия, Россия, Ирландия и Индия, а также на таких мероприятиях как, Radio One Live, Creamfields, Oxegen, Glastonbury Festival, Ibiza Rocks, Global Gathering, World of Music, Arts and Dance (WOMAD), Respect Festival, Essentials Festival и Mystery Land в Нидерландах.
В 2000 году была главным лицом фестиваля Luton Carnival, а в 2002 году — Международного фестиваля Брэдфорта.

## Достижения
За сотрудничество и коллаборации с различными исполнителями, а также за сольные работы и за различные проекты Бадар получила множество признаний и наград(*).
1996
- «Jind Meriyeh»: 4 место в UK Bhangra Chart

1997
- Альбом The Prodigy The Fat of the Land занял первое место в UK Albums Chart иполучил статус платинового. Благодаря песне «Smack My Bitch Up», Бадар получила копию награды за свой вклад в альбом.

2005
- Альбом Мухтара Сахоты[англ.] 4 The Muzik занял третье место в UK Bhangra Chart, благодаря записанной вместе с Бадар песни «Gal Lagja».

2004
- BBC Radio 1 Пит Тонг: Essential Selection Tune of the Week — «Mundaya»
- BBC Asian Network[англ.]: Tune of the Week — «Queen of OPunjab»
- BBC Asian Network: Tune of The Week — «Yeh Rog»
- «Mundaya»: Dance Chart top 10

## Награды и номинации
| Год  | Премия                                 | Номинация                        | Результат              |
| ---- | -------------------------------------- | -------------------------------- | ---------------------- |
| 1997 | Mercury Music Prize                    |                                  | Номинация              |
| 1998 | Asian Pop and Media Awards             | Лучшая женщина                   | Номинация              |
| 1999 | Ethnic Multicultural Media Award       | Лучший дебютант                  | Номинация              |
| 1999 | Asian Women of Achievement Awards      |                                  | Номинация finalist     |
| 2000 | Asian Pop Awards                       | Лучшая женщина-вокалист          | Победа                 |
| 2000 | NetAsia                                |                                  | В шорт-листе номинация |
| 2002 | Alhamra Muslim News                    | Награда за выдающееся достижение | В шорт-листе финалист  |
| 2002 | Asian Women of Achievement Awards      | Искусство и культура             | В шорт-листе финалист  |
| 2005 | Desi Xpress                            | Исполнитель недели               | Победа                 |
| 2005 | Asian Achievers Award                  |                                  | В шорт-листе           |
| 2006 | Asian Achievers Award                  |                                  | Номинация              |
| 2006 | Channel S Community Award              | Музыкальная категория            | Победа                 |
| 2007 | India International Friendship Society | Слава Индии                      | Победа                 |
| 2010 | UK Asian Music Awards                  | Лучшая женщина альтернативы      | Номинация              |

## Дискография

### Синглы
| Год  | Сингл            | Лейбл           |      |                |  |  |
| ---- | ---------------- | --------------- | ---- | -------------- |  |  |
| Год  | Сингл            | Лейбл           | 1996 | «Jind Meriyeh» |  |  |
| 1999 | «Jouleh Jouleh»  | EMI Records     |      |                |  |  |
| 2010 | «Andheri Raat»   | Imprint Records |      |                |  |  |
| 2011 | «Leley Mera Dil» | Keda Records    |      |                |  |  |

### Альбомы
| Название      | История релиза                                                                 |         |                                                    |  |
| ------------- | ------------------------------------------------------------------------------ | ------- | -------------------------------------------------- |  |
| Название      | История релиза                                                                 | Destiny | - Выпущен: 1996 - Лейбл: Keda Records - Формат: CD |  |
| Laila         | - Выпущен: 5 октября 2008 - Лейбл: Series 8 - Формат: CD, Цифровая дистрибуция |         |                                                    |  |
| Laila Remix’s | - Выпущен: 2009 - Лейбл: Imprint Records - Формат: CD, Цифровая дистрибуция    |         |                                                    |  |

## Коллаборации
| Год  | Название            | Исполнитель                 | Автор                                | Лейбл                                                             |
| ---- | ------------------- | --------------------------- | ------------------------------------ | ----------------------------------------------------------------- |
| 1997 | «Smack My Bitch Up» | The Prodigy и Шанин Бадар   | The Prodigy                          | XL Recordings, Maverick Records                                   |
| 1999 | «66 Meters»         | Indian Ropeman              | Шахин Бадар и Indian Ropeman         | Skint Records                                                     |
| 2002 | «Hayati»            | Джа Уоббл                   | Шахин Бадар                          | 30 Hertz Records                                                  |
| 2004 | «Mundaya» (The Boy) | Тим Делюкс                  | Шахин Бадар и Тим Делюкс             | Underwater Records                                                |
| 2004 | «Get Up Get Off»    | The Prodigy                 | Шахин Бадар, Twista и Джульетт Льюис | XL Recordings, Maverick Records, Warner Bros. Records, Sony Music |
| 2010 | «Take it»           | Noise Control и Шахин Бадар |                                      | N.C. Recordings                                                   |
| 2010 | «Ummah Oum»         | Kaya Project                |                                      | Mariko Music Publishing Ltd                                       |